# Nesoromys ceramicus
Nesoromys ceramicus är en däggdjursart som först beskrevs av Thomas 1920.  Nesoromys ceramicus är ensam i släktet Nesoromys som ingår i familjen råttdjur. Inga underarter finns listade.
Arten listades tidvis i släktet Stenomys men flyttades senare tillbaka till Nesoromys. Den är nära släkt med vanliga råttor (Rattus) och listas därför av Wilson & Reeder (2005) i Rattus-gruppen inom underfamiljen Murinae.

## Beskrivning
Djuret lever endemisk på ön Seram som tillhör Moluckerna. Den vistas där i bergstrakter mellan 1500 och 1800 meter över havet. Regionen är täckt av fuktig skog.
Arten når en kroppslängd (huvud och bål) av cirka 14 cm och svansen är lika lång eller något längre. Den mjuka och tjocka pälsen har på ovansidan en olivbrun färg medan buken är ljusare. Öronen är korta och svartaktiga. Svansen är bara glest täckt med hår och den har en mörkbrun färg.
Det är inget känt om artens levnadssätt.